# Francesco Borosini
Francesco Borosini (Modène, vers 1695 – après 1747) est un chanteur d'opéra italien du XVIIIe siècle. Son nom peut apparaître sous les formes Borosoni, Borrosini ou Borseni selon les sources de son époque.
Généralement qualifié de ténor, il a une étendue vocale couvrant les tessitures de basse et de ténor (tel son père, dont la tessiture s’étend du sol grave jusqu’au la aigu). Il est connu non seulement pour la qualité de son chant, mais aussi pour ses talents d'acteur. 

Borosini est initié au chant par son père, Antonio Borosini, un ténor et compositeur actif à Venise et à Modène, qui plus tard est devenu chanteur à la cour impériale de Vienne. 
Francesco  Borosini fait probablement ses débuts en 1709 à Venise en chantant dans Il vincitor generoso d'Antonio Lotti. Comme son père, il est nommé chanteur à la cour impériale de Vienne et y effectue à partir de 1711 jusqu'en 1731 avec, par intermittence, des séjours en Italie et à Londres. 
Borosini crée de nombreux premiers rôles dans les opéras de Francesco Bartolomeo Conti et Johann Joseph Fux à la cour impériale de Vienne ; il est le premier grand ténor italien à apparaître à Londres,.
À Londres, où il travaille en étroite collaboration avec Haendel, il crée notamment le rôle de Bajazet dans Tamerlano, et le compositeur écrit ou réécrit expressément certains airs d'opéras pour les adapter à sa voix. 
Borosini est marié à la soprano Rosa Borosini qui semble chanter souvent avec lui dans des opéras et oratorios à Vienne. Rosa prend sa retraite en 1740 et meurt à Vienne en 1761. La date exacte et le lieu de décès de Francesco Borosini sont inconnus,.